# 老千 (電視劇)
《老千》（韓語：타짜）是韓國SBS自2008年9月16日起播放的月火連續劇。

## 漫畫改編
《老千》電影版和電視版都是出自許英萬的同名漫畫改編而成。老千作爲賭博高手，比的是過硬的心理和手上的技巧，所以以老千爲題材的故事總是會讓看的人窒息的緊張。電影版是由曹承佑和金憓秀領銜主演的，在2006年上映，造成很大的轟動。而這部是敘述在賭桌上賭上一切的老千們的故事。

## 故事概要
高尼（張赫飾演）從小就有賭博的天賦，是村裡玩彈珠的高手。高尼父親為了籌錢開店，與阿鬼在賭桌前對陣，結果把帶去的全部財產都輸光了，之後他闖進阿鬼正在行駛車子的道路......。父親死後，高尼發誓不沾賭，不料為了死黨英民（金敏俊飾演）奶奶的手術費，最終決定和英民進入賭場。慘遭失敗的高尼被阿鬼使計進了監獄，而失去奶奶的英民決定拜阿鬼為師學習賭術。

## 演員陣容

### 主要角色
- 張赫 飾演 金高尼（少年：呂珍九）（粵語配音：潘文柏（少年：伍秀霞））
- 金敏俊 飾演 李英民（粵語配音：李錦綸）
- 韓藝瑟 飾演 李蘭淑／謹兒（少年：李寒娜）（粵語配音：許盈（少年：楊善諭））
- 姜成妍 飾演 鄭女士（粵語配音：曾佩儀）

### 其他角色
- 金甲洙 飾演 阿鬼
- 孫賢周 飾演 高光烈
- 林玄植 飾演 平京長（粵語配音：林保全）
- 李基英 飾演 姜大浩（粵語配音：朱子聰）
- 朴順天 飾演 順任（高尼母）
- 林智圭 飾演 李盛燦（粵語配音：曹啟謙）
- 吳正世 飾演 廣太
- 張元英 飾演 季東春（粵語配音：劉昭文）
- 金智英 飾演 英民奶奶
- 李昭正 飾演 Eura （粵語配音：林元春）
- 安內相 飾演 金明秀（高尼父）（粵語配音：翟耀輝）
- 權泰元 飾演 火熊
- 宋鍾鎬 飾演 安世勳（粵語配音：梁偉德）
- 朴用收 飾演 崔將軍
- 白允欽 飾演 教導所老千
- 申承煥 飾演 高尼朋友
- 馬東錫 飾演 鉗子
- 鄭殷杓 飾演 趙華白（粵語配音：陳卓智）

## 外部連結
- 韓國SBS （页面存档备份，存于）

| SBS 月火劇                            | SBS 月火劇                                | SBS 月火劇 |
| ------------------------------------- | ----------------------------------------- | ---------- |
|                                       | 老千 （2008年9月16日 - 2008年11月25日）   |            |
| 食客 （2008年6月16日 - 2008年9月9日） | 泰勒瓦 （2008年12月1日 - 2009年2月17日 ） |            |

| 香港 無綫劇集台 星期六 15:00 - 17:30（連播兩集） | 香港 無綫劇集台 星期六 15:00 - 17:30（連播兩集） | 香港 無綫劇集台 星期六 15:00 - 17:30（連播兩集） |
| ------------------------------------------------ | ------------------------------------------------ | ------------------------------------------------ |
|                                                  | 老千 （2009年8月15日 - 2009年10月24日）          |                                                  |
| 伊甸之東 （2009年5月9日 - 2009年8月8日）         | A貨貴公子 （2009年10月31日 - 2009年12月19日）    |                                                  |